# 東愛丁堡 (英國國會選區)
東愛丁堡（英語：Edinburgh East），英國國會一自治市選區，位於蘇格蘭首府愛丁堡東部。選區創設於1885年，1997年被撤銷。2005年把默塞爾堡劃歸東洛錫安選區後恢復。
本選區當區議員自1886年起和1931至1935年屬自由黨籍，1924至1931年，以及1935年起皆屬工黨。2010年大選中謝拉·吉爾摩以43.4%選票當選繼承了施敬宏的議席。之後於2015年起由蘇格蘭民族黨取得。